# Leon XII
Leon XII (łac. Leo XII, właśc. Annibale Sermattei della Genga; ur. 22 sierpnia 1760 w Genga, zm. 10 lutego 1829 w Rzymie) – włoski duchowny katolicki, 252. papież w okresie od 28 września 1823 do 10 lutego 1829.

## Życiorys

### Wczesne życie
Urodził się na zamku Genga koło Spoleto w rodzinie hrabiowskiej. Był synem Flavia della Genga i Marii Luisy Periberti di Fabriano. Ukończył studia na Papieskiej Akademii Kościelnej w Rzymie w 1783 roku. W tymże samym roku otrzymał święcenia diakonatu i prezbiteratu (14 czerwca). Był osobistym sekretarzem papieża Piusa VI, który wysłał go jako swego ambasadora do Lucerny. Został kanonikiem bazyliki św. Piotra, a 21 lutego 1793 roku arcybiskupem tytularnym Tyru. W latach 1794–1805 był nuncjuszem w Kolonii i w Bawarii. W 1805 roku był specjalnym legatem papieskim na Sejm w Ratyzbonie. Po uwięzieniu papieża Piusa VII przez Napoleona Annibale della Genga wycofał się z życia politycznego i osiedlił w opactwie Monticelli koło Piacenzy, gdzie prowadził działalność duszpasterską. 8 marca 1816 roku został mianowany przez Piusa VII kardynałem prezbiterem Santa Maria in Trastevere i biskupem Senigallia, jednak ze względu na zły stan zdrowia zrezygnował z diecezji po kilku miesiącach. Dwa lata później został biskupem Spoleto. W maju 1820 roku został prefektem Kongregacji ds. Immunitetów Kościelnych, wikariuszem generalnym Rzymu i prefektem Kongregacji ds. Rezydencji Biskupów oraz prefektem ds. duchowych Kolegium i Seminarium Rzymskiego. Należał także do Kongregacji Świętego Oficjum, Kongregacji Rozkrzewiania Wiary, Kongregacji ds. Biskupów i Zakonników, Kongregacji ds. Egzaminowania Biskupów, Kongregacji Indeksu, Kongregacji Konsystorialnej i Kongregacji ds. Wizytacji Apostolskich.

### Wybór na papieża
Po śmierci Piusa VII konklawe w roku 1823 po dwudziestu sześciu dniach obrad wybrało na papieża Annibale della Genga, który przyjął wówczas imię Leon XII. Swój wybór zawdzięczał głównie zelanti – konserwatystom, pragnącym skupienia się na kwestiach religijnych. Początkowo nie chciał się zgodzić na elekcję, ze względu na swój zły stan zdrowia.

### Pontyfikat
Pontyfikat Leona rozpoczął się pod znakiem konsekwencji wojen napoleońskich w Europie. W kilku krajach nastąpiła bowiem znaczna sekularyzacja i laicyzacja. Tym bardziej utrudniało to działania nowego papieża, ponieważ był on człowiekiem pobożnym i nastawionym przede wszystkim na działania wyłącznie religijne, a nie polityczne. W tym celu powołał do życia nową Kongregację Stanu jako organ doradczy. W 1825 roku potępił indyferentyzm i masonerię. Ponadto ogłosił rok 1825 Rokiem Jubileuszowym, czego nie można było zrobić w roku 1800.
Za jego pontyfikatu przeprowadzona została reforma sądownictwa. Przywrócone zostały sądy biskupie do spraw kościelnych i świeckich. W 1827 roku wydany został Kodeks reformistyczny zarządu Państwa Kościelnego, który wprowadził klerykalizację władzy.
Początkowo jego postawa w kwestiach polityki zagranicznej budziła obawy – nalegał na uznanie Neapolu za wasala, a także narzekał, że we Francji Ludwik XVIII nie przestrzega ustalonego w 1817  roku konkordatu. Wkrótce potem jednak zmienił swoje postępowanie i zaczął działać bardziej elastycznie, m.in. mianował nielubianego, liberalnego kardynała Ercole Consalviego prefektem Kongregacji Rozkrzewiania Wiary i radził się go w wielu kwestiach. Dzięki temu udało mu się zawrzeć konkordaty z Hanowerem (1824) i Królestwem Zjednoczonych Niderlandów (1827). 21 maja 1827 roku papież oświadczył, że będzie obsadzał wakujące stolice biskupie w Ameryce Południowej, co mogło pogorszyć relacje Rzymu z królem Hiszpanii, Ferdynandem VII. Leon działał także silnie na rzecz przywrócenia praw katolikom w protestanckich krajach, czego efektem było ogłoszenie w Wielkiej Brytanii 13 kwietnia 1829 r. (krótko po śmierci papieża) Aktu Emancypacji Katolików.
Papież ten rozpoczął również reformę szkolnictwa. Odrestaurował prowadzony przez jezuitów Uniwersytet Gregoriański oraz drukarnię watykańską. Uzupełnił zbiory Biblioteki Watykańskiej i odbudował spaloną w 1823 roku bazylikę św. Pawła. Objął patronat nad prowadzonymi wykopaliskami na Forum Romanum, Forum Trajana i w termach. Budował szpitale i domy sierot, które często odwiedzał bez zapowiedzi. Leon XII dokonał rewizji niektórych obrzędów i zwyczajów liturgicznych. Zniósł m.in. ceremonię „Świetlistego Krzyża” w Wielkim Tygodniu w bazylice św. Piotra, uważając całość bardziej za spektakl, aniżeli za uroczystość religijną.
17 lutego 1826 roku zatwierdził Konstytucje i Reguły Zgromadzenia Misjonarzy Oblatów Maryi Niepokalanej. Nominował 25 kardynałów na ośmiu konsystorzach. Nie był lubiany szczególnie ze względu na wspomnianą powyżej wzmagającą się klerykalizację w Państwie Kościelnym.

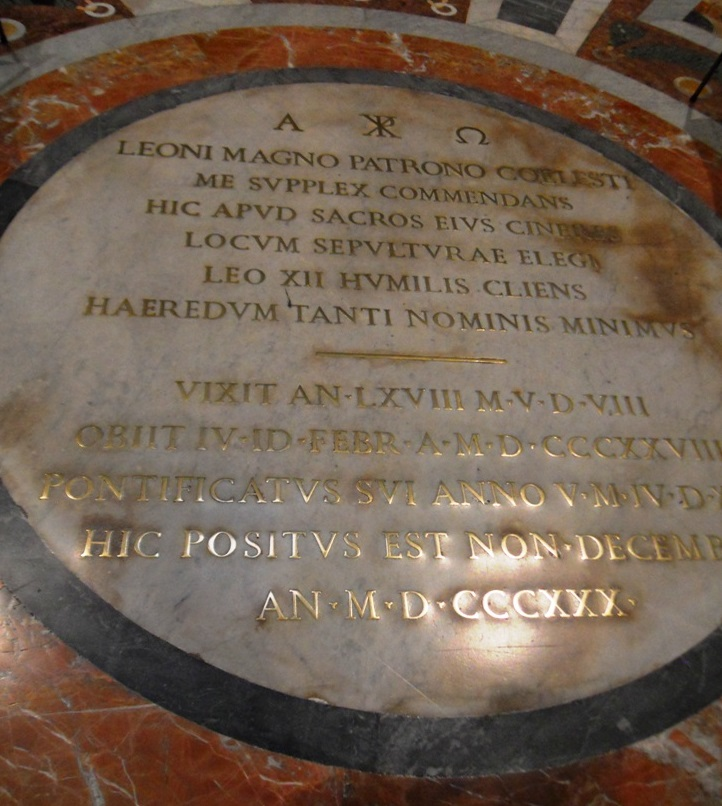
Grób Leona XII

Leon XII zmarł w Rzymie i został pochowany w bazylice św. Piotra.